# Synopsis (Album)
Synopsis ist ein Musikalbum von Howard Riley. Die am 19. Oktober 1973 in London entstandenen Aufnahmen erschienen 1974 auf Incus Records.

## Hintergrund
Mit LPs wie Discussions (1968), Angle (1969) und The Day Will Come (1970) trat der Pianist Howard Riley in den späten 1960er-Jahren mit seinen Trioformationen in Erscheinung, denen der Bassist Barry Guy und nacheinander die Schlagzeuger Jon Hiseman und Alan Jackson angehörten. 1971 entstand Flight, eingespielt mit Barry Guy und Tony Oxley am Schlagzeug, ebenso wie das nachfolgende Album Synopsis des Howard Riley Trio, bei dem Oxley auch Live-Elektronik einsetzte. 2000 legte Emanem die CD-Ausgabe des Albums auf.

## Titelliste
- Howard Riley: Synopsis (Incus 13)[1]

1. Mandrel	12:56
2. Sirens	7:57
3. Quantum	13:42
4. Ingot	12:55
5. Runes	18:18

Die Kompositionen stammen von Howard Riley. Track 5 war nicht auf der Original-LP enthalten.

## Rezeption
Steve Loewy verlieh dem Album in Allmusic vier Sterne und schrieb, der Pianist Howard Riley habe eines der aufregendsten Trios der frühen 1970er-Jahre geleitet. Mit Barry Guy am Bass und Tony Oxley am Schlagzeug würde Riley einen originellen Stil schmieden, der Spuren des Spiels von Cecil Taylor aufweise, aber er arbeite manchmal auch innerhalb des Klaviers. Das Ergebnis sei nicht weniger radikal und ebenso faszinierend wie völlig freie Improvisation, denn das Trio bewege sich an den Rändern des musikalischen Spektrums. Dies sei eine kolossale Aufnahme.
Nach Ansicht von Glenn Astarita, der das Album in All About Jazz rezensierte,  ist diese Aufnahme im Wesentlichen dem klassischen und oft bahnbrechenden britischen Free-Jazz-Improvisationsstil zuzuordnen, und  die Band würde das Material auf kunstvolle und merkwürdig interessante Weise liefern. In diesen fünf Stücken begebe sich Howard Rileys Trio auf eine Reise, die minimalistische Themen und mikrotonale Passagen sowie subtile Gegenangriffe inmitten der oft unheimlichen Unterströmungen umfasst, die durch Oxleys unterschwellige Injektionen analoger EFX unterstützt werden. Auf „Quantum“ hingegen strahle die Band ein Gefühl zeitloser Glückseligkeit aus, wenn sie mit fragmentierten Zeilen über konvergierenden Dialogen hin und her schießen, stoßen und streiten würde. Synopsis biete eine weitere Momentaufnahme einer sehr wichtigen Periode in der europäischen Improvisationsszene.
Martin Schrey kommt in seinem Nachruf auf Howard Riley zu dem Ergebnis, dass Synopsis (ebenso wie Flight mit demselben Trio) ein Meilenstein des britischen Free Jazz und ein sehr empfehlenswertes Album sei.